# EBISU BATICA
EBISU BATICA（えびすばちか）は、東京都渋谷区恵比寿南にあるライブハウス、クラブ、イベントスペースである。中目黒にあるクラブsolfaの姉妹店として2011年4月開店。

## 概要
- 2011年4月に中目黒にあるクラブsolfaの姉妹店として開店する。 [1]
- ビルの1階と2階の2フロアで構成された施設である。1階にエントランス、バー、DJブース、楽屋があり、1階入り口付近にある内階段からライブスペース、バーのある2階に上がれる構造になっている。
- 収容人数は1階40名前後、2階80名前後である。[2]
- ライブイベント以外にもDJなどのクラブイベントや展示会、プレス向け発表会など多岐にわたる形態に対応しているのが特徴の1つである。
- また、アーティストのMVや撮影に使われる事が多いのも特徴である。(主なMV撮影の例：「STUTS - 夜を使いはたして feat. PUNPEE」など他多数)